# Tanitoluwa Adewumi
Tanitoluwa Emmanuel Adewumi (* 3. September 2010 in Nigeria) ist ein nigerianisch-amerikanischer Schachspieler, der den Titel eines Internationalen Meisters (IM) trägt. Als „Wunderkind des Schachs“ gewann er 2019 im Alter von acht Jahren die K-3-Schachmeisterschaft des Staates New York, nachdem er diese Sportart bis dahin erst ein Jahr lang gespielt hatte und während er mit seiner Familie als Flüchtling in einem Obdachlosenasyl in Manhattan lebte. Das Filmstudio Paramount Pictures sicherte sich die Filmrechte an seiner Lebensgeschichte.

## Kindheit
Tanitoluwas Familie stammt aus dem von den Yoruba bewohnten Südwesten Nigerias. Er ist der Sohn von Kayode James Adewumi (* 24. Juni 1976) und Oluwatoyin Kuburat Adewumi (* 16. Juni 1981), die beide in Ado Ekiti geboren wurden, und hat einen sieben Jahre älteren Bruder namens Austin Adewumi. Die christliche Familie war ins Visier der islamistischen Terrororganisation Boko Haram geraten und wurde mit Gewalt bedroht. Im Juni 2017 verließ sie Nigeria in Richtung der Vereinigten Staaten und beantragte religiöses Asyl. Philip Falayi, ein Pastor im New Yorker Stadtbezirk Queens, gab ihr eine vorübergehende Unterkunft und brachte sie mit dem New Yorker Amt für Obdachlosenhilfe in Kontakt. Sie bekam daraufhin eine Unterkunft in einem Obdachlosenheim in Manhattan. Während dieser Zeit arbeitete Kayode als Tellerwäscher und als Uber-Fahrer in einem Mietwagen, Oluwatoyin als Reinigungskraft und Tanitoluwa besuchte die Grundschule.

## Schachkarriere
Shawn Martinez, der Schachtrainer der Grundschule, führte die Schüler in den Schachsport ein. Tanitoluwa war sofort begeistert und wollte sich dem Schulschachverein anschließen, der von Russell Makofsky geführt wird. Der Beitritt hätte 330 US-$ gekostet, aber als Adewumis Mutter Makofsky von der finanziellen Situation der Familie erzählte, verzichtete er auf den Mitgliedsbeitrag. Anfang 2018 bestritt Adewumi sein erstes Turnier und schon ein Jahr später hatte er sieben Trophäen gesammelt. Seine Trainer waren beeindruckt von seiner Hingabe und den Fortschritten, die er gemacht hatte.
Vom 9. bis 10. März 2019 nahm er an den 52. jährlichen New York State Scholastic Championships (Kindergarten-3. Klasse) in Saratoga Springs teil. Er gewann das Event mit einer Punktzahl von 5,5 aus 6 (fünf Siege, ein Unentschieden, keine Niederlagen). Sein Spielstil ist aggressiv: Seine Trainer waren schockiert, als er in seiner vierten Partie einen Läufer für einen Bauern opferte, was aber laut einem Schachprogramm der beste Zug war.
Am 1. Mai 2021, im Alter von nur zehn Jahren, überschritt Adewumi die Schwelle von 2200 Punkten nach USCF-Rating (einer modifizierten US-Form des Elo-Ratings), die erforderlich ist, um den offiziellen USCF-Titel des Nationalen Meisters zu erreichen, und ist damit der 28.-jüngste Schachspieler in der Geschichte, der dies geschafft hat.
Im August gewann er die U12-Division der nordamerikanischen Jugendschachmeisterschaft mit einem Ergebnis von 8/9. Er wurde im August 2021 mit einer Elo-Zahl von über 2100 gemäß  FIDE-Rating FIDE-Meister. Im September 2021 und im Mai 2022 gelangen ihm dabei Elo-Verbesserungen von jeweils um die 125 Punkte in einem einzigen Monat – ein außergewöhnlicher Wert. Mittlerweile (Juni 2022) beträgt seine Elo-Zahl 2305.
Im April 2022 erzielte er beim New York Spring Invitational IM D 7/9 Punkten und erhielt seine erste IM-Norm.

## Rezeption und Medien
2019 berichtete Nicholas Kristof in der New York Times von Adewumis Sieg bei den New York Scholastics, was schnell nationale und internationale Aufmerksamkeit sowohl innerhalb als auch außerhalb der Schachwelt weckte.
Seine Trainer richteten kurz nach dem Wettbewerb in New York eine GoFundMe-Website ein, mit dem Ziel, durch Crowdfunding 50.000 US-$ für die Familie zu sammeln. In zehn Tagen kamen über 250.000 Dollar zusammen. Wohltäter boten auch nicht-monetäre Hilfe an; dazu gehören eine Unterkunft, ein Auto, akademische Stipendien, Schachbücher und kostenlose Unterstützung durch Anwälte für Einwanderungsfragen bei ihrem Asylantrag. Sie nahmen eines der bescheideneren Unterkunftsangebote an, lehnten die Stipendienangebote aus Loyalität gegenüber der Grundschule ab, gaben ein Zehntel des gespendeten Geldes als Zehnten an die Kirche, die ihnen geholfen hatte, und steckten den Rest in die „Tanitoluwa Adewumi Foundation“, eine 501(c)(3)-Stiftung, um anderen Kindern in ähnlichen Umständen zu helfen.
Drei Filmproduktionsgesellschaften boten um die Rechte an seiner Geschichte und Paramount Pictures gewann. Eine Biografie mit dem Titel My Name Is Tani wurde am 14. April 2020 veröffentlicht.

## Partiebeispiel
|   | a | b | c | d | e | f | g | h |   |
| 8 |   |   |   |   |   |   |   |   | 8 |
| 7 |   |   |   |   |   |   |   |   | 7 |
| 6 |   |   |   |   |   |   |   |   | 6 |
| 5 |   |   |   |   |   |   |   |   | 5 |
| 4 |   |   |   |   |   |   |   |   | 4 |
| 3 |   |   |   |   |   |   |   |   | 3 |
| 2 |   |   |   |   |   |   |   |   | 2 |
| 1 |   |   |   |   |   |   |   |   | 1 |
|   | a | b | c | d | e | f | g | h |   |

|   | a | b | c | d | e | f | g | h |   |
| 8 |   |   |   |   |   |   |   |   | 8 |
| 7 |   |   |   |   |   |   |   |   | 7 |
| 6 |   |   |   |   |   |   |   |   | 6 |
| 5 |   |   |   |   |   |   |   |   | 5 |
| 4 |   |   |   |   |   |   |   |   | 4 |
| 3 |   |   |   |   |   |   |   |   | 3 |
| 2 |   |   |   |   |   |   |   |   | 2 |
| 1 |   |   |   |   |   |   |   |   | 1 |
|   | a | b | c | d | e | f | g | h |   |

In der folgenden Partie gewann der 11-jährige Adewumi mit den weißen Figuren 2022 in New York gegen die 19-jährige US-amerikanische WGM Thalia Cervantes Landeiro.
1. e4 e5 2. Sf3 Sc6 3. Lc4 Lc5 4. 0–0 Sf6 5. d3 0–0 6. c3 d6 7. Lg5 h6 8. Lh4 g5 9. Lg3 a5 10. d4!? (üblich ist 10. a4 oder 10. Te1) exd4 11. cxd4 Lb6 12. d5 Se7 13. Sc3 Lg4 14. h3 Lh5 15. Dd3 Lg6 16. Tae1 Lh7 17. Dd2 Sh5 18. Lh2 Sg6 19. e5 dxe5 20. Sxe5 Lc5 21. Sg4 Kg7 22. Se4 Lb4 23. Dd4+ f6 24. Te3 Shf4 (Diagrammstellung) 25. Sexf6! Txf6 26. Te8! (Dxe8? 27. Dxf6+ Kg8 28. Sxh6#) c5 27. Dxf6+ Dxf6 28. Sxf6 Txe8 29. Sxe8+ Kf7 30. Sd6+ Kf6 31. a3 Se5 32. Lxf4 1:0, denn Schwarz verliert noch den Läufer auf b4.